# Liste der Baudenkmäler in Haldenwang (Schwaben)

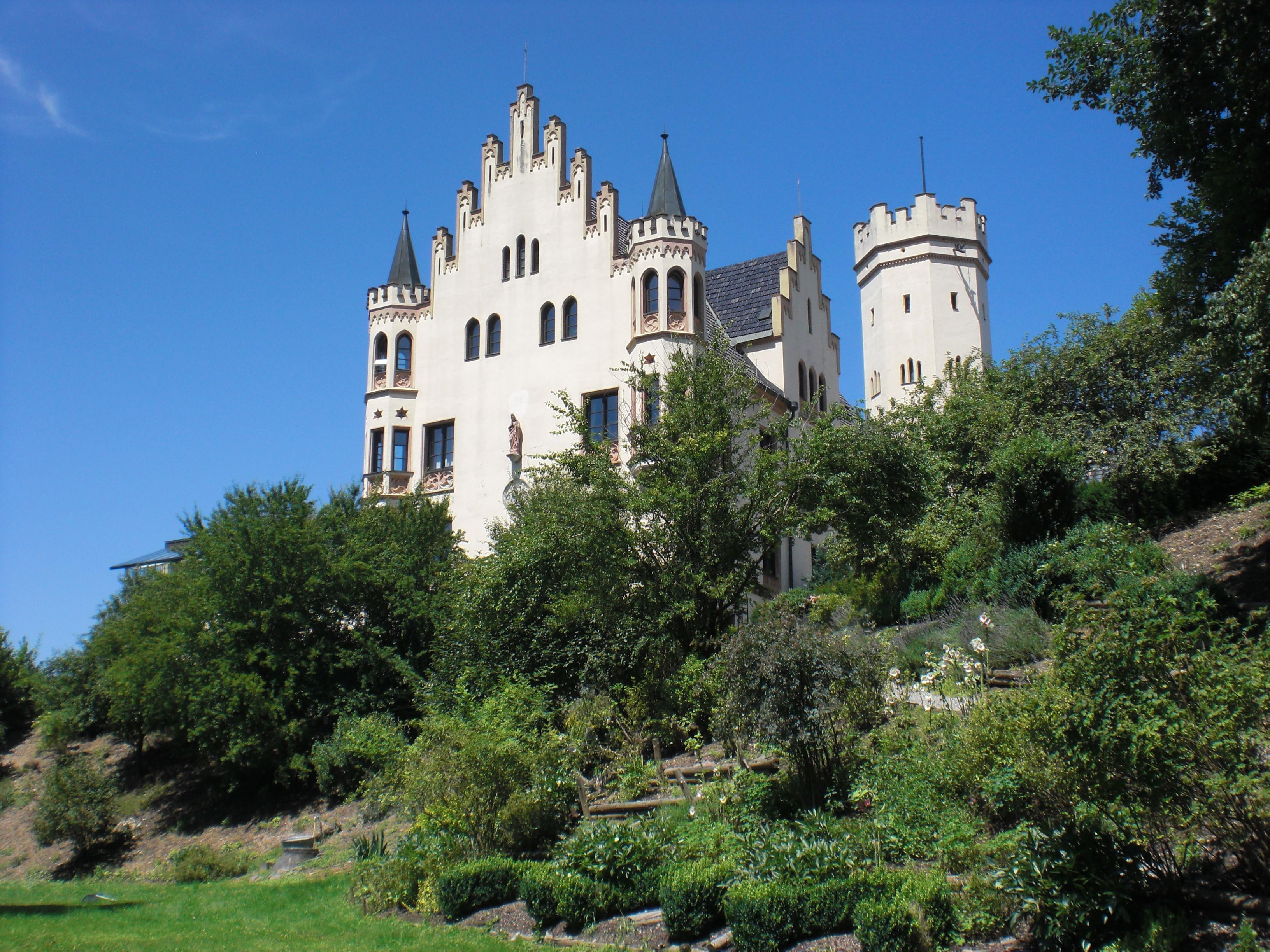
Schloss Haldenwang

Auf dieser Seite sind die Baudenkmäler in der schwäbischen Gemeinde Haldenwang zusammengestellt. Diese Tabelle ist eine Teilliste der Liste der Baudenkmäler in Bayern. Grundlage ist die Bayerische Denkmalliste, die auf Basis des Bayerischen Denkmalschutzgesetzes vom 1. Oktober 1973 erstmals erstellt wurde und seither durch das Bayerische Landesamt für Denkmalpflege geführt wird. Die folgenden Angaben ersetzen nicht die rechtsverbindliche Auskunft der Denkmalschutzbehörde.

## Baudenkmäler nach Ortsteilen

### Haldenwang
| Lage                             | Objekt                                         | Beschreibung | Akten-Nr.             | Bild                 |
| -------------------------------- | ---------------------------------------------- | --- | --------------------- | -------------------- |
| Am Roßhaupter Weg (Standort)     | Herrgottsruh-Kapelle                           | Kleiner Walmdachbau, um 1600 und 1733; mit Ausstattung | D-7-74-140-3 Wikidata | Herrgottsruh-Kapelle |
| Flurstraße 3 (Standort)          | Kapelle St. Anna                               | Verputzter und giebelständiger Satteldachbau, mit farbigem Frontfenster, errichtet 1876, von Georg Bayer                                                                                | D-7-74-140-17         | BW                   |
| Kirchenstraße 10 (Standort)      | Katholische Pfarrkirche Sankt Maria Immaculata | gotischer Chor und Turm, Langhausneubau 1978/79; mit Ausstattung | D-7-74-140-1 Wikidata | weitere Bilder       |
| Von-Freyberg-Straße 1 (Standort) | Schloss der Freiherren von Freyberg            | Im Kern Ende 16. Jahrhundert, 1859 umgebaut und erweitert von Georg von Stengel, dreigeschossig mit Treppengiebeln, Turm, niedrige Seitenflügel, Tormauer mit Türmchen; mit Ausstattung | D-7-74-140-2 Wikidata | weitere Bilder       |

### Eichenhofen
| Lage                    | Objekt                      | Beschreibung          | Akten-Nr.             | Bild           |
| ----------------------- | --------------------------- | --------------------- | --------------------- | -------------- |
| Kirchenweg 1 (Standort) | Kapelle St. Maria Magdalena | 1748; mit Ausstattung | D-7-74-140-4 Wikidata | weitere Bilder |

### Hafenhofen
| Lage                                                 | Objekt                                       | Beschreibung                                                                           | Akten-Nr.              | Bild           |
| ---------------------------------------------------- | -------------------------------------------- | -------------------------------------------------------------------------------------- | ---------------------- | -------------- |
| Konzenberger Straße 4 (Standort)                     | Bildstock                                    | Wohl Anfang 20. Jahrhundert; bei Haus Nr. 21                                           | D-7-74-140-8 Wikidata  | BW             |
| Kirchbergstraße 1 (Standort)                         | Katholische Pfarrkirche Sankt Peter und Paul | Turm und Chor gotisch, auf älterer Grundlage, Langhaus 1738 erweitert; mit Ausstattung | D-7-74-140-7 Wikidata  | weitere Bilder |
| Kirchbergstraße 65 (Standort)                        | Pfarrhaus                                    | Satteldachbau, 1736                                                                    | D-7-74-140-6 Wikidata  | weitere Bilder |
| Ortsstraße; bei Haus Nummer 62 (Standort)            | Kapelle                                      | 19. Jahrhundert                                                                        | D-7-74-140-9 Wikidata  | weitere Bilder |
| Rote Äcker, an der Straße nach Konzenberg (Standort) | Sühnekreuz                                   | Mittelalterlich                                                                        | D-7-74-140-10 Wikidata | weitere Bilder |

### Konzenberg
| Lage                                          | Objekt                                        | Beschreibung                                                              | Akten-Nr.              | Bild                                          |
| --------------------------------------------- | --------------------------------------------- | ------------------------------------------------------------------------- | ---------------------- | --------------------------------------------- |
| Nähe Bergstraße (Standort)                    | Kriegerdenkmal                                | In neubarocken Formen, Anfang 20. Jahrhundert                             | D-7-74-140-12 Wikidata | Kriegerdenkmal                                |
| Bergstraße 11 (Standort)                      | Katholische Pfarrkirche Sankt Mariä Reinigung | Saalbau mit östlichem Eingangsturm, historisierend, 1854; mit Ausstattung | D-7-74-140-11 Wikidata | Katholische Pfarrkirche Sankt Mariä Reinigung |
| Ritter-Kunz-Straße 36 (Standort)              | Kapelle                                       | Mit Lourdes-Grotte, um 1900                                               | D-7-74-140-13 Wikidata | BW                                            |
| Nähe Friedhofweg, vor dem Friedhof (Standort) | Kreuzkapelle (Pestkapelle)                    | Anfang 18. Jahrhundert; mit Ausstattung: barocke Kreuzigungsgruppe        | D-7-74-140-14 Wikidata | Kreuzkapelle (Pestkapelle)                    |
| Unterdorfstraße 17 (Standort)                 | Wegkapelle                                    | Kleiner Giebeldachbau, um 1900                                            | D-7-74-140-15 Wikidata | Wegkapelle                                    |

### Mehrenstetten
| Lage                       | Objekt  | Beschreibung                                                                                | Akten-Nr.              | Bild    |
| -------------------------- | ------- | ------------------------------------------------------------------------------------------- | ---------------------- | ------- |
| Mehrenstetten 4 (Standort) | Kapelle | 1938; mit Ausstattung: Gemälde des Altars vom Augsburger Maler Emil Esche aus dem Jahr 1946 | D-7-74-140-16 Wikidata | Kapelle |

### Keinem Ortsteil zugeordnet
| Lage           | Objekt                                         | Beschreibung                                                                      | Akten-Nr.     | Bild |
| -------------- | ---------------------------------------------- | --------------------------------------------------------------------------------- | ------------- | ---- |
| Weilerstatt () | Votivkapelle, sogenannte Haida-Kaspars-Kapelle | verputzter Massivbau mit Satteldach, um 1957, Marienfigur, Gips-Hohlguss, um 1930 | D-7-74-140-19 |      |

## Abgegangene Baudenkmäler
In diesem Abschnitt sind Objekte aufgeführt, die früher einmal in der Denkmalliste eingetragen waren, jetzt aber nicht mehr existieren, z. B. weil sie abgebrochen wurden. Aktennummern in diesem Abschnitt sind ehemalige, jetzt nicht mehr gültige Aktennummern.

| Lage                                 | Objekt            | Beschreibung                 | Akten-Nr.             | Bild           |
| ------------------------------------ | ----------------- | ---------------------------- | --------------------- | -------------- |
| Eichenhofen Dorfstraße 18 (Standort) | Gasthaus Waldhorn | Walmdachbau, 18. Jahrhundert | D-7-74-140-5 Wikidata | weitere Bilder |